# Jatyr Eduardo Schall
Jatyr Eduardo Schall, plus connu sous le nom de Jatyr, né le 18 octobre 1938, à São Paulo, au Brésil, est un ancien joueur brésilien de basket-ball. 

## Palmarès
- 3e des Jeux olympiques 1960
- 3e des Jeux olympiques 1964
- Champion du monde 1959
- Champion du monde 1963
- Finaliste du championnat du monde 1967
- Troisième des Jeux panaméricains de 1959